# Ilfis
Ilfis är ett vattendrag i Schweiz. Det ligger i den centrala delen av landet, 23 km öster om huvudstaden Bern.
I omgivningarna runt Ilfis växer i huvudsak blandskog. Runt Ilfis är det ganska tätbefolkat, med 67 invånare per kvadratkilometer.